# 小行星7489
小行星7489（英語：7489 Oribe）是一颗围绕太阳公转的小行星。1995年6月26日，C. W. Hergenrother在卡特林那发现了此天体。
这颗小行星的绝对星等为143.7440309464624等。